# Пројсиш Олдендорф
Пројсиш Олдендорф (њем. Preußisch Oldendorf) град је у њемачкој савезној држави Северна Рајна-Вестфалија. Једно је од 11 општинских средишта округа Минден-Либеке. Према процјени из 2010. у граду је живјело 13.084 становника. Посједује регионалну шифру (AGS) 5770036, NUTS (DEA46) и LOCODE (DE POL) код.

## Географски и демографски подаци
Пројсиш Олдендорф се налази у савезној држави Северна Рајна-Вестфалија у округу Минден-Либеке. Град се налази на надморској висини од 67 метара. Површина општине износи 68,8 km². У самом граду је, према процјени из 2010. године, живјело 13.084 становника. Просјечна густина становништва износи 190 становника/km².

## Међународна сарадња
| Мјесто                 | Држава   | Врста сарадње | Од    |
| ---------------------- | -------- | ------------- | ----- |
| Санкт Освалд-Медербруг | Аустрија | партнерство   | 1982. |
| Извор                  |          |               |       |